# Henry Birkhardt Harris
Henry Birkhardt Harris (1er décembre 1866 – 15 avril 1912) est un producteur de théâtre new-yorkais. En avril 1912, il voyage avec son épouse à bord du paquebot transatlantique Titanic. Celui-ci faisant naufrage, Harris place son épouse dans une embarcation de sauvetage puis périt dans la catastrophe. Son corps n'a jamais été retrouvé ou, du moins, identifié. Sa femme réclame une prime de dédommagement qui est la plus grosse prime d'assurance ayant été payée à la suite du drame.

## Biographie

### Jeunesse et carrière
Henry Birkhardt Harris est né le 1er décembre 1866 à Saint-Louis (Missouri) aux États-Unis. Son père, William Harris travaille dans le domaine du théâtre. Henry Harris fait ses études à l'école publique de Saint-Louis, puis à Boston. Le 22 octobre 1898, il se marie avec Irene Wallach. Le couple n'a pas d'enfant. 
Il devient gérant du Hudson Theater en 1903, puis du Harris Theater en 1906. Il est ensuite président de la Henry B. Harris Company et directeur du Theater Managers of Greater de New York. Il possède également d'autres théâtres, notamment à Chicago et à Philadelphie.

### Naufrage duTitanic

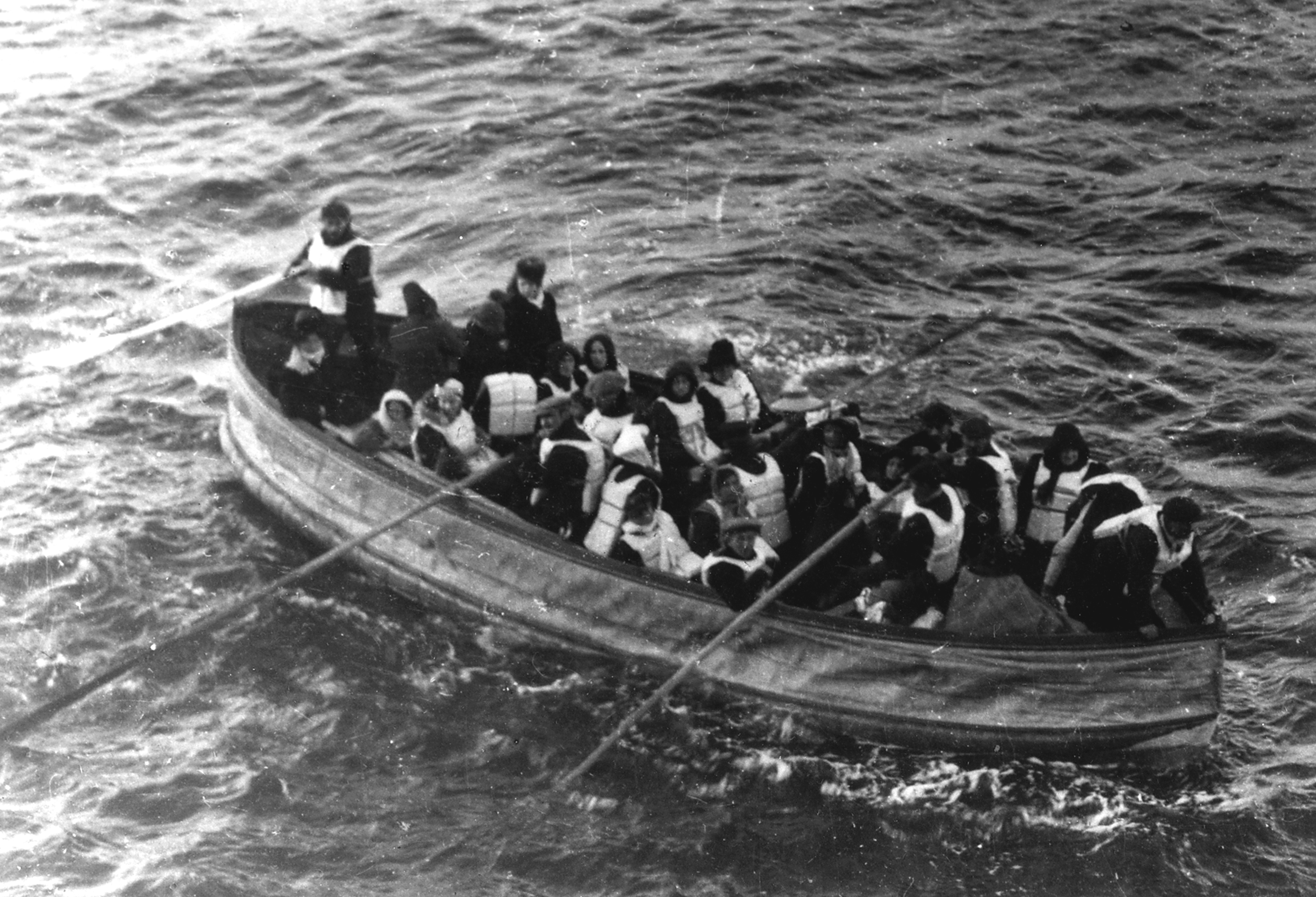
Le radeau pliable D, à bord duquel se trouvait Mrs Harris, approche du Carpathia.

Le 10 avril 1912, lui et sa femme embarquent à bord du Titanic à Southampton ; tous deux occupent la cabine C-83. Le 14 avril, Irene tombe dans le Grand Escalier et se brise le bras droit. Elle est de fait soignée par un médecin du bord ou, selon d'autres versions, par un médecin qui voyage en première classe.
Le même soir, vers 23 h 40, le couple joue aux cartes dans sa cabine. Irene Harris observe ses robes se balançant sur sa penderie au gré des vibrations du navire, lorsque tout mouvement cesse. Le navire vient de stopper après avoir heurté un iceberg. Lors du naufrage, Harris et son épouse s'approchent du canot pliable D, le dernier à être mis à la mer. L'officier proche (probablement Charles Lightoller ayant déclaré que seules les femmes pouvaient embarquer, Irene monte dans le canot tandis que son mari reste à bord du paquebot.
Sa femme embarque à 2 h 5 dans le canot, qui n'est pas rempli à sa pleine capacité. En effet, il a à son bord 24 personnes pour 47 places. Henry Harris meurt dans le naufrage et son corps, s'il a été retrouvé, n'a jamais pu être identifié.
Après le naufrage, la veuve de Harris demande une prime d'assurance d'un million de dollars pour la perte de son mari, ce qui représente la plus forte demande d'indemnisation à la suite de la catastrophe. Elle reprend la tête de ses affaires et se remarie trois fois, avant de mourir le 2 septembre 1969.